# Majdan Kozic Dolnych
Majdan Kozic Dolnych (pronunciación en polaco: /ˈmajdaŋ ˈkɔʑidz ˈdɔlnɨx/) es un pueblo en el distrito administrativo de Gmina Piaski, dentro del Distrito de Świdnik, Voivodato de Lublin, en el este de Polonia. Se encuentra aproximadamente 11 kilómetros al oeste de Piaski, 12 kilómetros al sur de Świdnik, y 18 kilómetros al sudeste de la capital regional, Lublin.